# Laci Greenová
Laci Greenová (* 18. října 1989, Salt Lake City) je americká youtuberka, která se ve svém obsahu zaměřuje na sexuální výchovu; Greenová také v rámci dvanáctitýdenní smlouvy s MTV vedla první YouTube kanál MTV Braless. První epizoda byla odvysílána 4. listopadu 2014, v roce 2016 ji časopis Time zařadil mezi 30 nejvlivnějších lidí na internetu, v roce 2017 oslavila desáté výročí svého působení na YouTube.

## Raný život a vzdělání
Greenová se narodila v Salt Lake City, její matka je mormonka z malého amerického města a otec, pocházející z muslimské rodiny, pochází z Íránu. Když jí byly dva roky, rodina se přestěhovala do Portlandu ve státě Oregon, a když jí bylo dvanáct, přestěhovali se kvůli otcově práci do Kalifornie. Když vyrostla, začala zpochybňovat mormonskou víru kvůli jejím přísným genderovým rolím a očekáváním vůči ní jako ženě. V dospívání se Greenová zajímala o divadlo a podporovala ji v tom její matka, která vlastní divadelní společnost.
V roce 2011 Greenová absolvovala Kalifornskou univerzitu v Berkeley, kde získala bakalářský titul v oboru právních studií a pedagogiky a v únoru 2017 oznámila svůj záměr získat doktorský titul v oboru veřejného zdraví.

## Život
Původně byla videa Greenové koníčkem, ale s rostoucí popularitou se začala více zajímat o sexuální výchovu. V říjnu 2014 měl její kanál na YouTube více než 1 000 000 odběratelů. Jako sexuální pedagožka přednášela na několika univerzitách. Greenová je bývalou spolumoderátorkou kanálu DNews na YouTube s krátkými vědecky zaměřenými pořady, který spustil web Discovery News. Dne 18. ledna 2013 se Greenová objevila v pořadu Dr. Phil v epizodě nazvané „Girls Who Bash Girls Who Dress Sexy“. Mluvila o tom, že slut-shaming je podle ní špatný a že se používá k ponižování ženské sexuality.
Greenová ve svých videích a přednáškách propaguje sexuálně pozitivní hnutí. Řekla, že chce „přimět lidi mluvit o sexu způsobem, který není ostudný, trapný nebo divný. Lidé jsou nevzdělaní a to vytváří tolik stigmat, která tam být nemusí“.
Poté, co její kolega z YouTube Sam Pepper zveřejnil video, na kterém chytá ženy za zadek, napsala Greenová otevřený dopis, který podepsalo i několik dalších blogerů z YouTube, v němž Peppera žádala, aby „přestal znásilňovat ženy“ a stanice Channel 4 a BBC s ní udělaly rozhovor o sexuálním obtěžování v komunitě YouTube.
V roce 2012 Greenová obdržela přes internet výhrůžky smrtí za to, že v roce 2009 použila ve videu výraz „transka“; omluvila se a video stáhla s tím, že komentář byl učiněn před lety, kdy byla velmi nevzdělaná. Po měsíční přestávce se v srpnu 2012 vrátila na svůj kanál na YouTube.
Greenová získala v roce 2016 cenu Streamy Award za vědu a vzdělávání.
V květnu 2017 vedla Greenová na Twitteru, ve svých vlastních videích a ve videích jiných YouTuberů řadu dialogů s kritiky politiky identity, genderové identity a moderního feminismu. Řekla, že některé z bodů těchto kritiků jsou „platnější, než se dříve zdálo“, a přestože se nezřekla žádného ze svých dřívějších postojů k těmto otázkám, kritici Greenovou uvítali.
V roce 2018 vydala Greenová svou první knihu, Sex Plus: Learning, Loving and Enjoying Your Body.
Dne 3. září 2019 Greenová spustila podcast s názvem Indirect Message, který „zkoumá, jak internet mění společnost“.

## Osobní život
Brzy po odchodu z Církve Ježíše Krista Svatých posledních dnů upadla Greenová do hluboké deprese a potýkala se s myšlenkami na sebepoškozování a sebevraždu. Začala spolupracovat s terapeutem, který jí pomohl depresi překonat. Nyní je ateistkou, i když příležitostně navštěvuje unitářskou univerzalistickou církev. Greenová se identifikuje jako pansexuálka.